# Jeantes
Jeantes is een gemeente in het Franse departement Aisne (regio Hauts-de-France) en telt 213 inwoners (1999). De plaats maakt deel uit van het arrondissement Vervins.
Jeantes ligt in de Thiérache. Het dorpje heeft een voor deze streek typische weerkerk (église fortifiée) met een façade met twee torens. De binnenmuren van de kerk werden in 1962 beschilderd door de Nederlandse schilder Charles Eyck. De muurschilderingen kwamen er op initiatief van een Nederlandse priester, die destijds pastoor van Jeantes was. Ze beslaan een oppervlak van 400 m².

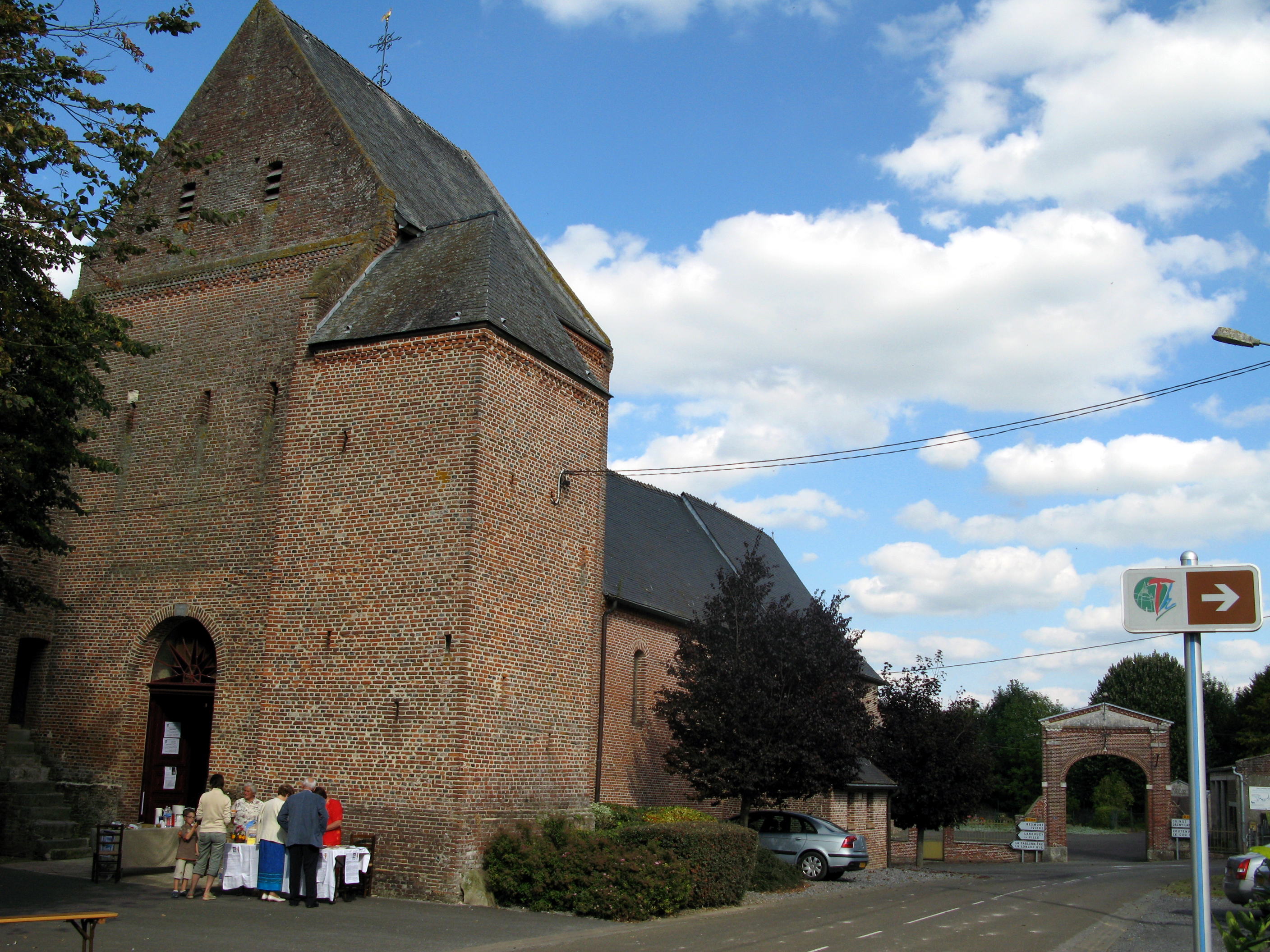
Weerkerk van Jeantes

## Geografie
De oppervlakte van Jeantes bedraagt 15,3 km², de bevolkingsdichtheid is 13,9 inwoners per km².
Jeantes ligt ongeveer 8 km ten zuiden van Hirson, ten oosten van Vervins.
De onderstaande kaart toont de ligging van Jeantes met de belangrijkste infrastructuur en aangrenzende gemeenten.

## Demografie
Onderstaande figuur toont het verloop van het inwonertal (bron: INSEE-tellingen).
Vanwege een beveiligingsprobleem met de MediaWiki Graph-software is het momenteel niet mogelijk deze grafiek weer te geven. Zodra de software is bijgewerkt zal de grafiek vanzelf weer zichtbaar worden.